# Рудінштейн Марк Григорович
Рудінштейн Марк Григорович (7 квітня 1946 — 5 грудня 2021) — радянський і російський продюсер, актор та кінокритик, засновник кінофестивалю Кінотавр, Заслужений працівник культури Російської Федерації (2003).

## Життєпис
Народився 7 квітня 1946 р. в Одесі. Працював на суднобудівничому заводі у Миколаєві. Навчався на факультеті журналістики Ленінградського державного університету (1964) та акторсько-режисерському факультеті Театрального училища ім. Б.Щукіна (1972–1975). Працював адміністратором. З 1991 р. — генеральний директор Міжнародного кінофестивалю «Кінотавр».
Викладав у Всесоюзному державному інституті кінематографії. Знявся у стрічці «Бабин Яр» (2002) М.Засєєва.
17 листопада 2021 року госпіталізовано в Москві з інфарктом міокарда, пізніше було діагностовано інсульт; 25 листопада введений у штучну кому та підключений до апарату ШВЛ. Помер 5 грудня, на 76-му році життя. Прощання відбулося 8 грудня 2021 року в Будинку кіно, після церемонії тіло продюсера було кремоване. Прах похований на Митинському цвинтарі.

## Нагороди
- Заслужений працівник культури Російської Федерації